# Trude Marstein

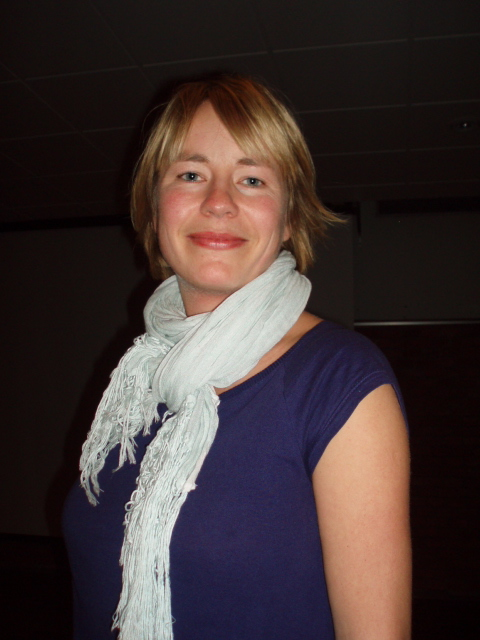
Trude Marstein

Trude Marstein (* 18. April 1973 in Tønsberg) ist eine norwegische Schriftstellerin und Übersetzerin.

## Leben und Werk
Trude Marstein studierte Erziehungswissenschaft, Psychologie und Literatur an der Universität Oslo und absolvierte ein Autorenstudium an der Hochschule Telemark in Bø. Im Jahr 1998 debütierte sie mit der Prosasammlung Sterk sult, plutselig kvalme (Großer Hunger, plötzliche Übelkeit), für die sie mit dem Tarjei-Vesaas-Debütantenpreis ausgezeichnet wurde. Sie schrieb ein Kinderbuch, Romane, Essays und verfasste zusammen mit anderen Autoren ein Schauspiel.

2000 erschien ihr erster Roman Plutselig høre noen åpne en dør (Plötzlich das Geräusch einer sich öffnenden Tür). 2006 wurde das Werk von der Zeitung Dagbladet zu den 25 besten norwegischen Romanen der letzten 25 Jahre erklärt. Die Handlung spielt in Oslo und ist aus der Perspektive einer Frau geschrieben, die ihr Leben reflektiert und sich nicht aus dem Geflecht eigener und fremder Beweggründe befreien kann.

„Trude Marsteins Sprache ist einfach und dennoch kunstvoll: In klaren, alltäglichen Worten und kurzen Texten bringt sie ihre Beobachtungen zu Papier, geringe Zeitensprünge und die linearen Satzkonstruktionen muten realistisch an. Dabei ist Sprache nicht (nur) Ausdrucksmittel, sondern Thema: Fragen nach der Bedeutung von alltäglichen Ausdrücken und nach zu Klischee gewordenen Formulierungen beschäftigen offensichtlich nicht nur die junge Frau aus Plutselig høre noen åpne en dør, sondern auch die Autorin.“

Besondere Beachtung fand ihr Roman Gjøre godt (Gutes tun, 2006). Er erhielt den norwegischen Kritikerpreis und wurde ins Dänische, Schwedische, Niederländische und Französische übersetzt. Die Handlung des sehr umfangreichen Romans, in dessen Mittelpunkt die Geburtstagsfeier der schönen, ehrgeizigen und nicht besonders sympathischen Karoline steht, spielt sich an einem einzigen Juli-Wochenende in und um das Café Elvebakken in einer fiktiven norwegischen Provinzstadt ab. Von diesem Ereignis ausgehend, verzweigen sich 118 Erzählstimmen (Gäste, Personal, Babysitter, Nachbarn, zufällige Passanten) in viele Richtungen, wobei immer neue Beziehungen und Perspektiven auftauchen und von der Autorin in filigraner Erzählkunst verwoben werden. Besonders Marsteins „technische Brillanz“ wurde gelobt. Der Leser bewahrt dennoch Überblick über die Vielzahl der Personen; durch perspektivische Verschiebungen „entsteht langsam ein Bild vom banalen, zufälligen, tragischen und vielleicht sogar schönen Leben von Menschen, die nahe beieinander wohnen und deren Kreise sich mitunter mit oder gegen ihren Willen berühren“.
2004 erschien Konstruksjon og inderlighet (Konstruktion und Innerlichkeit), 14 Essays zur Literatur. Marstein lebt im Osloer Stadtteil Gamle Oslo.

## Werke

### Norwegische Veröffentlichungen
- 1998: Sterk sult, plutselig kvalme (Prosa)
- 2000: Plutselig høre noen åpne en dør (Roman)
- 2002: Happy Birthday (Kinderbuch)
- 2002: Elin og Hans (Roman)
- 2004: Konstruksjon og inderlighet (Essays)
- 2005: Byens ansikt (Schauspiel, zusammen mit Aasne Linnestå, Rune Christiansen, Gunnar Wærness und John Erik Riley)
- 2006: Gjøre godt (Roman)
- 2009: Ingenting å angre på (Roman)
- 2012: Hjem til meg (Roman)

### Übersetzungen
- Kirsten Hammann: Bannister. Aus dem Dänischen von Trude Marstein, Tiden, Oslo 2001.
- Helle Helle: Hus og hjem. Aus dem Dänischen von Trude Marstein, Forlaget Oktober, Oslo 2001.
- Helle Helle: Biler og dyr. Aus dem Dänischen von Trude Marstein. Forlaget Oktober, Oslo 2002.
- Helle Helle: Forestillingen om et ukomplisert liv med en mann. Aus dem Dänischen von Trude Marstein, Forlaget Oktober, Oslo 2003.
- Peter Adolphsen: Brummstein. Aus dem Dänischen von Trude Marstein, Tiden, Oslo 2004.
- Kristian Lundberg: Og alt skal være kjærlighet. Roman. Aus dem Schwedischen von Trude Marstein, Flamme forlag, Oslo 2012, ISBN 978-82-02-37624-6.

### Deutschsprachige Texte
- Großer Hunger, plötzliche Übelkeit. Kurzprosa. Aus dem Norwegischen von Miriam Kauko und Eva Stadler. – In: Vereinzelt Schneefall. Neue Texte aus Skandinavien. Herausgegeben von Klaus Böldl und Uwe Englert. Frankfurt/Main: S. Fischer Verlag, 2004 [= Neue Rundschau, 115, Heft 3]. ISBN 3-10-809058-5

## Auszeichnungen
- 1998: Tarjei-Vesaas-Debütantenpreis
- 2002: Sultprisen
- 2002: Vestfolds Litteraturpris
- 2004: Doblougpreis
- 2006: Kritikerprisen (Norwegen)
- 2007: Per-Olov-Enquist-Preis